# Мурад Гајдаров
Мурад Гајдаров (блр. Мурад Гайдараў, Murad Haidarau, рус. Мурад Гайдаров; Хасавјурт, Дагестан, СССР), 13. фебруар 1980) је белоруски рвач слободним стилом.
Учествовао је два пута на Летњим олимпијским играма 2004. у Атини и 2008. у Пекингу. У Атини је био дисквалификован, а у Пекингу је освојио бронзану медаљу.